# Снігове чуття Смілли
«Снігове чуття Смілли» (англ. Smilla's Sense of Snow) — кінофільм-трилер 1997 року, поставлений режисером Білле Аугустом за романом «Смілла та її відчуття снігу» (1992) данського письменника Петера Хьоґа. Світова прем'єра стрічки відбулася 13 лютого 1997 року на 47-му Берлінському міжнародному кінофестивалі, де вона брала участь в основній конкурсній програмі у змаганні за Золотого ведмедя.

## Сюжет
Молода жінка-учений Смілла Ясперсон (Джулія Ормонд), що займається вивченням льодовиків, повертається у свій будинок в Копенгагені за кілька днів до Різдва 1993 року. Вона дізнається, що з даху будинку, де вона живе, впав та розбився шестирічний син сусідки-алкоголічки Ісайя, про якого Смілла піклувалася до його загибелі. Вона піднімається на дах у спробі зрозуміти, яким чином на даху опинився хлопчик, що до цього боявся висоти. По слідах на снігу вона розуміє, що Ісайю переслідували. Вона повідомляє про свої підозри інспектора поліції, але той вирішує кваліфікувати справу як нещасний випадок і не починати розслідування. Смілла приймає рішення розібратися в усьому самостійно. Вона розмовляє з усіма, хто так чи інакше мав відношення до Ісайї, його матері або загибелі його батька Норсака Крістіансена. Жінці вдається з'ясувати, що хлопчика регулярно обстежували в лікарні, а перед відправленням до моргу хтось узяв у нього зразки тканин на біопсію. Результати розтину виявляються засекреченими.
Смілла з'ясовує, що загадкова смерть хлопчика якось пов'язана з падінням понад сто років тому метеориту у Гренландії, який забрав життя ескімоса-мисливця. Чим ближче Смілла наближається до таємниці, пов'язаної з метеоритом, тим більших небезпек піддається її життя, гинуть люди…

## У ролях
| Она Флетчер      | ···· | Інуїт Гантер          |
| Джулія Ормонд    | ···· | Смілла Ясперсон       |
| Агга Ольсен      | ···· | Юліана Крістенсен     |
| Патрік Філд      | ···· | поліцейський          |
| Метью Марш       | ···· | детектив              |
| Гебріел Бірн     | ···· | механік               |
| Джим Бродбент    | ···· | доктор Лагерманн      |
| Том Вілкінсон    | ···· | професор Лойєн        |
| Шарлотта Бредлі  | ···· | місіс Лагерманн       |
| Річард Гарріс    | ···· | доктор Андреас Торк   |
| Роберт Лоджа     | ···· | Моріц Ясперсон        |
| Ванесса Редґрейв | ···· | Ельза Любінґ          |
| Маріо Адорф      | ···· | капітан Зігмунд Лукас |
| Емма Крофт       | ···· | Бенья                 |

## Знімальна група
- Автор сценарію — Енн Бідермен (адаптація роману «Смілла та її відчуття снігу» Петера Хьоґа)
- Режисер-постановник — Білле Аугуст
- Продюсери — Бернд Айхінгер, Мартін Московіц
- Асоційований продюсер — Розанна Коренберг
- Лінійні продюсери — Томас Гейнесен, Дітер Мейєр
- Композитори — Гаррі Грегсон-Вільямс, Ганс Циммер
- Оператор — Йорген Перссон
- Монтаж — Янус Біллесков Янсен
- Художник-постановник — Анна Асп
- Художники по костюмах — Маріт Аллен, Барбара Баум
- Художник-декоратор — Івар Баунгард

## Художні особливості
У «Сніговому чутті Смілли», охрещеному критикою «першим європейським блокбастером» режисер Білле Аугуст спробував об'єднати скандинавський зміст з американською формою. Фільм знято англійською мовою в нехарактерному для Скандинавії жанрі фантастичного трилера і з невластивими для скандинавського кіно спецефектами.

## Визнання
| Нагороди та номінації фільму «Снігове чуття Смілли» | Нагороди та номінації фільму «Снігове чуття Смілли» | Нагороди та номінації фільму «Снігове чуття Смілли» | Нагороди та номінації фільму «Снігове чуття Смілли» | Нагороди та номінації фільму «Снігове чуття Смілли» | Нагороди та номінації фільму «Снігове чуття Смілли» |
| Рік                                                 | Кінофестиваль/кінопремія                            | Категорія/нагорода                                  | Номінант                                            | Результат                                           |                                                     |
| --------------------------------------------------- | --------------------------------------------------- | --------------------------------------------------- | --------------------------------------------------- | --------------------------------------------------- | --------------------------------------------------- |
| 1997                                                | 47-й Берлінський міжнародний кінофестиваль          | Золотий ведмідь                                     | Снігове чуття Смілли                                | Номінація                                           |                                                     |